# Katipunan
Katipunan – tajne stowarzyszenie działające na rzecz niepodległości Filipin założone w 1892 przez Andresa Bonifacio. Pełna nazwa stowarzyszenia brzmiała w języku filipińskim Kataas-taasang, Kagalang-galangang Katipunan ng̃ mg̃á Anak ng̃ Bayan, czyli Najwyższe i Najczcigodniejsze Stowarzyszenie Synów Narodu.

## Początki

Początkowa flaga Katipunanu

Andrés Bonifacio był przedstawicielem mieszczaństwa, zaangażowanym w filipiński ruch narodowy. Uczestniczył w jednym ze spotkań Ligi Filipińskiej José Rizala w 1892. Przedstawiciele Ligi byli zwolennikami uzyskania od Hiszpanii szerokiej autonomii dla Filipin. Po tym jak w tym samym roku Rizal został internowany, a Liga Filipińska zdelegalizowana Bonifacio uznał, że nadszedł koniec polityki dążącej do porozumienia z Hiszpanami. 6 lipca założył własne stowarzyszenie, potocznie zwane Katipunanem.

## Organizacja Katipunanu

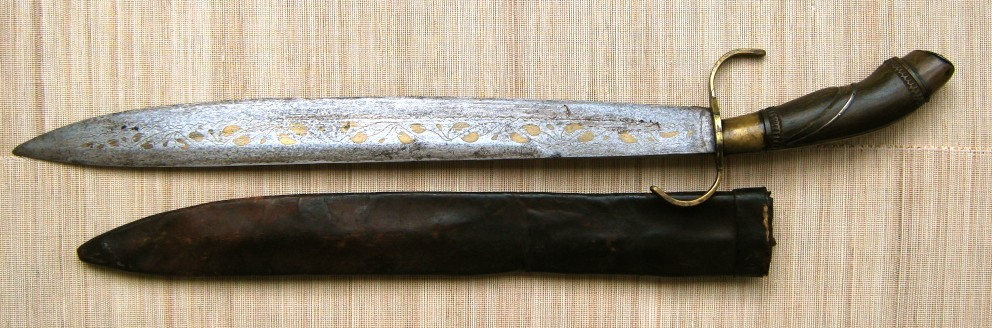
Oficerska szabla członków Katipunanu.

Podobnie jak Liga Filipińska, Katipunan przypominał zachodnie masonerie. Jego członkowie mieli swoje tajne rytuały, używali tajnych imion, pseudonimów, zmienianych haseł, szyfrów i kodów, a podczas zgromadzeń specjalnych ubrań i kolorowych masek. Organizacja rozrastała się w szybkim tempie i do połowy lutego według różnych szacunków liczyła od 100 do 400 tysięcy członków. Od 1894 roku Katipunan posiadał swoją, drukarnię. Organizacja dzieliła się na trzy stopnie. Stowarzyszenie na najniższym szczeblu było zorganizowane w taki sposób, że każdy członek mógł rekrutować dwóch ludzi. Tak powstała „trójka” stanowiła podstawową komórkę organizacji, choć nie do końca nią była, gdyż rekruci nie mogli znać siebie nawzajem a jedynie samego rekrutującego. Ten przypominający struktury mafijne system miał uchronić Katipunan przed ewentualną działalnością donosicieli, oraz minimalizować poczynione przez nich straty. Rekrut musiał podpisać własną krwią przysięgę na wierność zasad Katipunanu.

## Cele organizacji
Celem członków Katipunanu był bunt przeciwko Królestwu Hiszpanii. Uważali oni, iż przemoc jest jedynym rozwiązaniem w odniesieniu do Hiszpanów i nie warto tracić czasu na obietnice dotyczące autonomii. Przyszłość widziano tylko w niepodległym państwie wyzwolonym spod zwierzchnictwa obcych mocarstw. Bonifacio proponował dla odrodzonego państwa nazwę Republika Katagalogan. Nie chciał odwoływać się do nadanej przez Hiszpanów nazwy Filipiny. Katipunan również jako pierwszy podjął na szerszą skalę debatę na temat całkowitej suwerenności Archipelagu Filipin.

## Powstanie antyhiszpańskie 1896

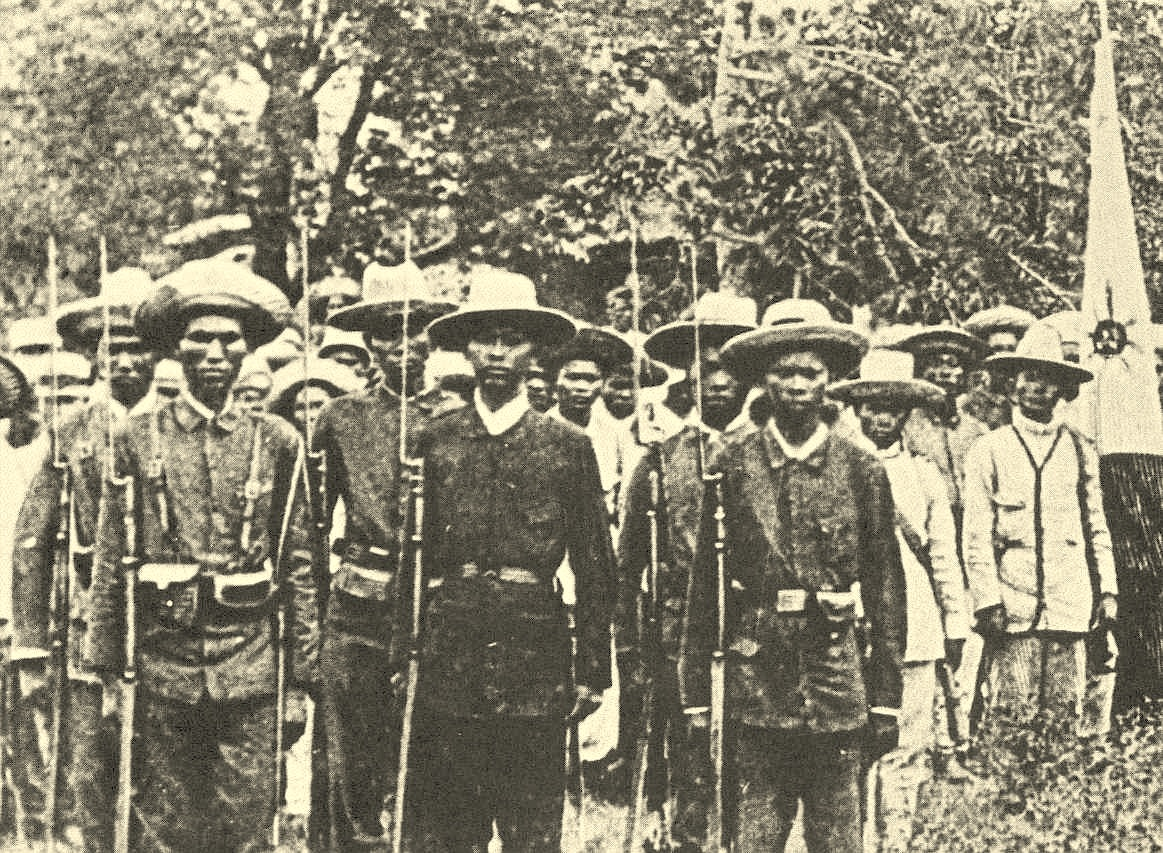
Dziewiętnastowieczna fotografia przedstawiająca filipińskich Katipuneros.

W 1896 r. Katipunan był już na tyle mocną organizacją, że jego członkowie coraz poważniej zaczęli myśleć o podjęciu zbrojnej akcji przeciwko Hiszpanii. Okoliczności wydawały się być ku temu sprzyjające, ponieważ wojska hiszpańskie były w tym czasie zaangażowane na Kubie, gdzie w 1895 wybuchło powstanie. W celu przygotowania do buntu Bonifacio zaczął wydawać po kryjomu pismo Kalaian co w języku tagalog znaczy wolność. Starał się również przekształcić poszczególne sekcje Katipunanu w jedną zwartą strukturę. José Rizal był nadal więziony. W maju 1896 Katipunan wysłał do niego tajną delegację, której członkowie zaproponowali mu objęcie przywództwa w przyszłym powstaniu, ale odmówił. 19 sierpnia 1896 Mariano Gil, augustiański zakonnik odkrył spisek. Dowiedział się od swojego informatora, że Katipunan drukował traktaty w manilskich gazetach. Po tej wiadomości hiszpańska społeczność na Wyspach wpadła w panikę i zasugerowała gubernatorowi Ramonowi Blanco, aby uwięził wszystkich Filipińczyków. Blanco apelował o spokój, lecz było już za późno. Arcybiskup Manili zorganizował straż obywatelską, która przemierzała miasto w poszukiwaniu miejscowych. Ci z nich, którzy zostali złapani trafiali do więzień. Setki Filipińczyków złapano i zamknięto w celach Fortu Santiago. Dramatyczne sytuacje zmusiły Bonifacio do zwołania awaryjnego spotkania, na którym wezwał do natychmiastowego działania. 29 sierpnia, gdy represje ze strony Hiszpanów nasilały się bardziej, Andres Bonifacio oficjalnie wypowiedział im wojnę. Pięć dni wcześniej wygłosił apel do narodu wzywając do walki. W pierwszych miesiącach wojny głównym centrum powstania było Cavite. Dowodził tam jeden z poruczników Andresa Bonifacio, Emilio Aguinaldo, który z biegiem walk cieszył się coraz większą sławą.

## Koniec działalności

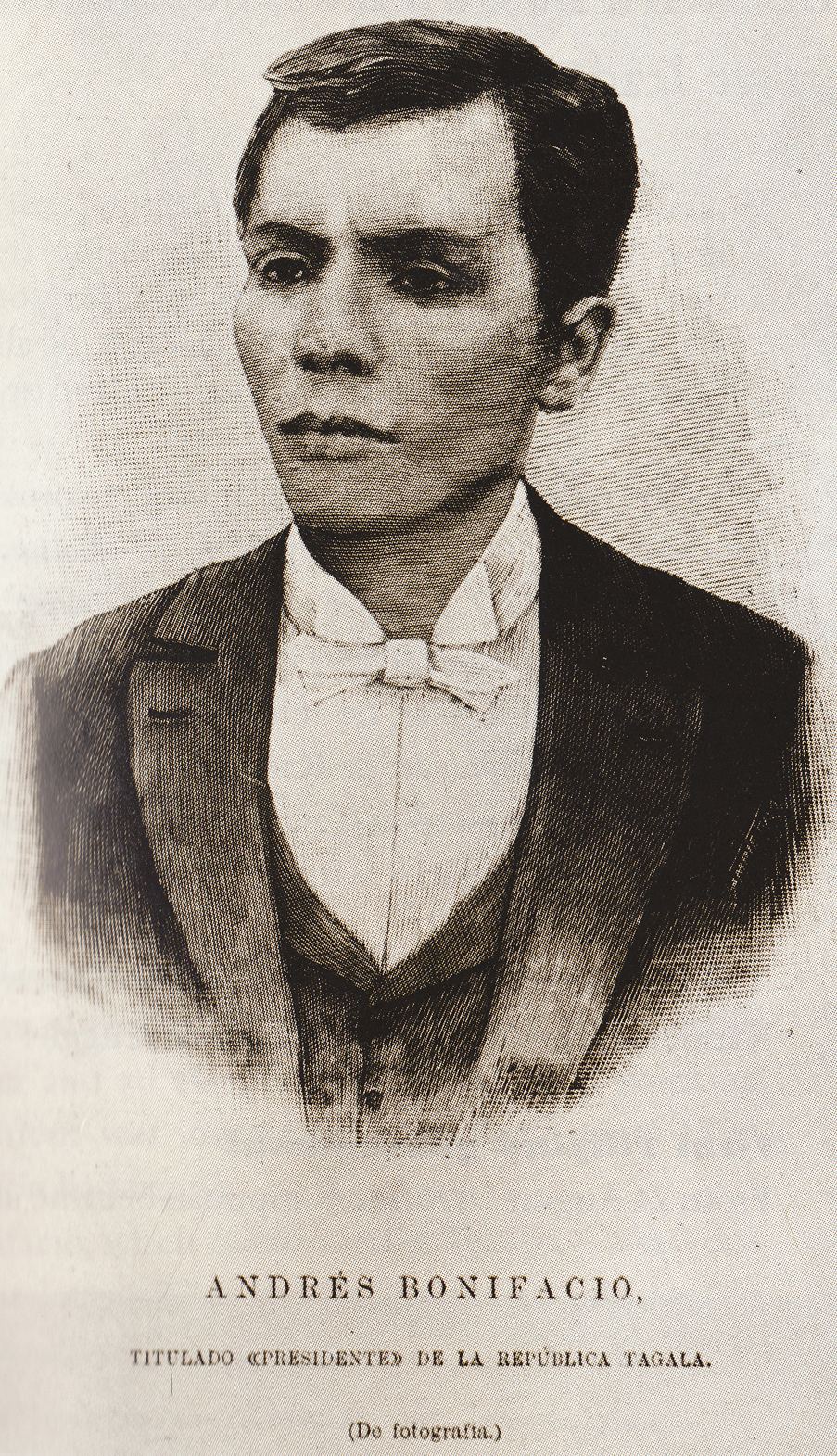
Andres Bonifacio

Wiosną 1897 w obozie powstańczym zaczęły narastać coraz większe spięcia. Wynikły one między Aguinaldo a Bonifacio. Były to spory czysto ambicjonalne i zaważyły na atmosferze panującej w Katipunanie. Wszystko zaczęło się od nieformalnego spotkania, jakie miało miejsce w marcu 1897 w Cavite, gdzie Aguinaldo został wybrany na prezydenta tymczasowego rządu. Bonifacio powierzono jedynie terenowe ministerstwo. Bonifacio czuł się urażony jako inicjator powstania. Obydwaj dowódcy różnili się też w poglądach dotyczących programu przyszłego, niepodległego państwa. Aguinaldo już w październiku 1896 wyraził swoje pragnienie utworzenia rządu na wzór Stanów Zjednoczonych Ameryki. Uważał, że Katipunan spełnił już swoją rolę i powinien zostać zastąpiony rządem demokratycznym. Bonifacio miał zaś w planach dyktatorski system rządów. Zemścił się oddając kontrolę nad kilkoma obszarami oddziałom hiszpańskim, które w niebronionym miejscu zgładziły brata Emilio, Crispulo Aguinaldo. Bonifacio został wytropiony i uznany za winnego zdrady. 10 maja 1897 rozstrzelany został Andres i jego brat Procopio. Tę datę uznaje się za koniec funkcjonowania Katipunanu.